# باه مین هی
باه مین هی (انگلیسی: Bae Min-hee؛ زادهٔ ۱۱ ژوئیهٔ ۱۹۸۸) بازیکن هندبال اهل کره جنوبی است.